# Kom, helige Ande, från höjden, kom ned
Kom, helige Ande, från höjden, kom ned är en psalmtext diktad år 1934 av Johan Alfred Eklund.

## Publicerad som
- Nr 510 i 1937 års psalmbok under rubriken "Ofärdstider".
- Nr 286 i Den svenska psalmboken 1986 under rubriken "Tillsammans i världen".
- Nr 116 i Finlandssvenska psalmboken 1986 under rubriken "Pingst".